# Marylebone (stacja metra)
Marylebone – stacja metra londyńskiego leżąca na trasie Bakerloo Line w dzielnicy City of Westminster. Znajduje się w podziemiach dworca kolejowego o tej samej nazwie. Komunikację między metrem i linią kolejową umożliwiają windy. Stacja leży w pierwszej strefie biletowej. Rocznie korzysta z niej ok. 10,8 mln pasażerów.

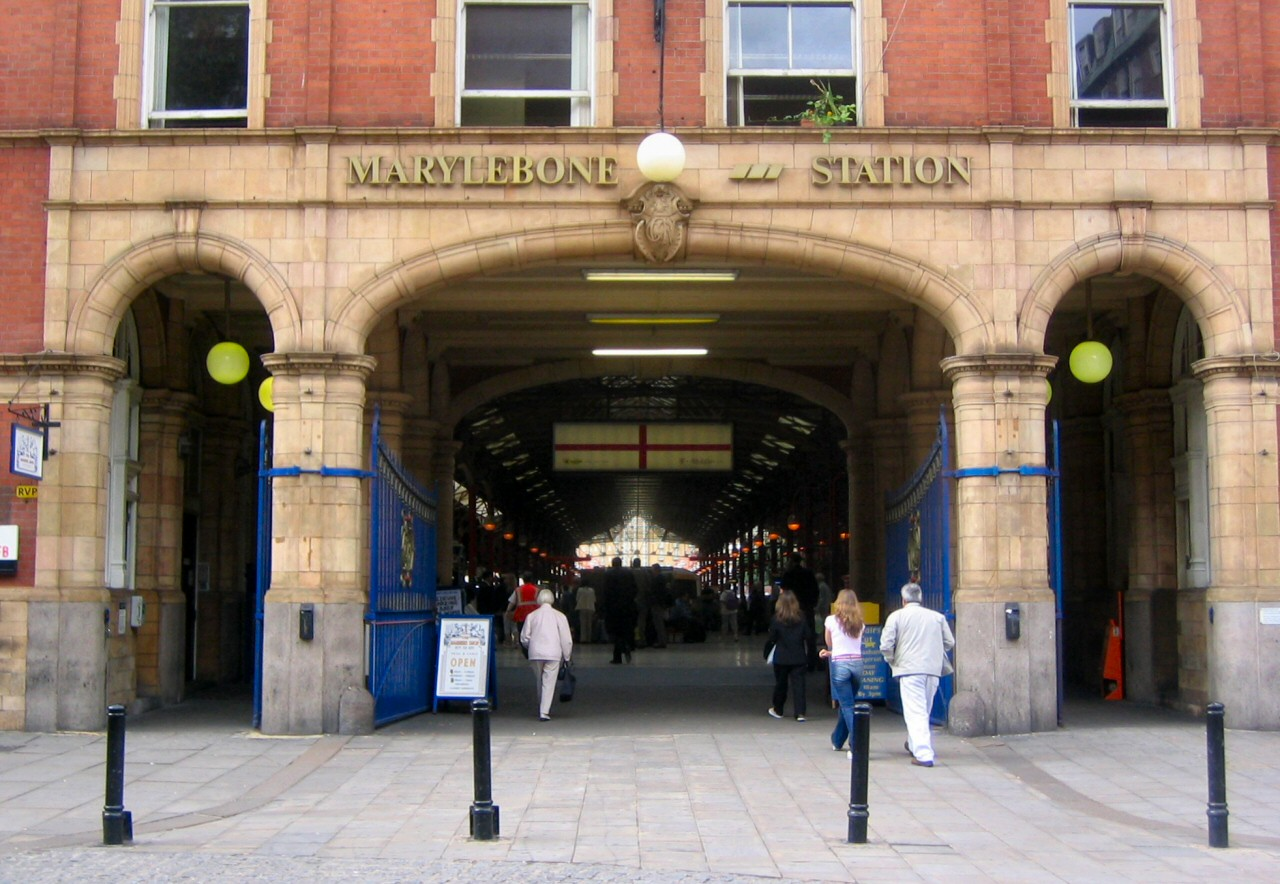
Wspólne wejście na stację metra i dworzec kolejowy